# 鮑靈格林 (肯塔基州)
36°58′54″N 86°26′40″W / 36.98167°N 86.44444°W
鮑靈格林（Bowling Green, Kentucky）是美國肯塔基州南部的一個城市、沃倫縣的縣治。面積92.1平方公里。根據美國2000年人口普查，人口49,296人，是該州第四大城市。
1798年3月6日建市。西肯塔基大學位於本市。

## 姐妹城市
- 日本川西市